# Rudolf Jenatschke
Rudolf Jenatschke (11. prosince 1879 Neštěmice – 22. října 1947 Regensburg) byl římskokatolický kněz a amatérský fotograf, krajinářský dokumentátor Ústecka i dalších regionů.

## Život
Narodil se v severních Čechách v německy mluvícím prostředí. Jeho otec pocházel se staré mlynářské rodiny. Rodový mlýn stával u neštěmického potoka při staré cestě do Mírkova. V době kdy vyrůstal měly Neštěmice pouze kolem čtyřiceti domů. On a jeho deset sourozenců muselo docházet do školy v Mojžíři. Od roku 1891 studoval na biskupském gymnáziu v Bohosudově, kde v roce 1899 maturoval. Stal se novicem v cisterciáckém klášteře Osek, ale vydržel zde pouze rok. Rozlišil, že jeho duchovní povolání se má realizovat ve službě diecézního kněze. Nastoupil tedy do čtyřletého kněžského semináře v Litoměřicích a 17. července 1904 byl v litoměřické katedrále vysvěcen na kněze. Primici měl v kostele v Mojžíři za přítomnosti dlouholetého faráře z Mojžíře a Českého Bukova Antona Zimmlera, který byl v té době děkanem v ústeckém kostele Nanebevzetí Panny Marie. Na varhany při primici hrál tehdejší ředitel školy v Lipové Ferdinand Pietsch.
Od 17. července 1904 nastoupil jako kaplan do Krásné Lípy ve Šluknovském výběžku. Zde se seznámil s fotografováním. Když v roce 1907 odešel do Ústí nad Labem, měl již o dokumentární fotografii slušný přehled. V Ústí nad Labem dostal místo katechety a začal vyučovat náboženství. Stal se členem ústeckého spolku amatérských fotografů a v roce 1914 vydal knihu fotografií hradu Střekova (Der Schreckenstein die Perle des Elbetales). V roce 1914 byl povolán do armády, ale za několik dní byl ze zdravotních důvodů propuštěn. Začal tedy dokumentovat nelehký život obyvatel ústecka během I. světové války. Protože byl znám jako katecheta, lidé se ho nebáli s fotoaparátem pustit na různá místa, kam by se jinak nedostal. Jako katecheta působil v Ústí nad Labem až do 23. května 1927 kdy byl ze zdravotních důvodů penzionován. Právě kvůli svému špatnému zdraví si musel často brát dovolenou. Trpěl chronickou bronchitidou. Krátce před vypuknutím I. světové války se rekreoval u Jaderského moře, později v Meranu nebo Obladis.
Pěstoval však i dále osobní vztahy s lidmi, kteří se starali o chod ústeckého kostela Nanebevzetí Panny Marie a s žáky, které předtím vyučoval náboženství. Daleko známější však byl z přednášek, které konal po celých severních Čechách a z promítání diapozitivů. Když pobýval v německých lázních v Bad Reichenhall, objevila se v Čechách zpráva o jeho úmrtí. Jeho matce pak chodily soustrastné dopisy. Jednalo se však o omyl, protože zemřel jeho stejnojmenný příbuzný. Jenatschke jezdil každoročně do Itálie, kde jednak fotografoval a jednak konal přednášky. Ústecký velkoobchodník s uhlím Ignaz Petschek mu pomohl uskutečnit jeho nejexotičtější cestu do Ameriky. Zde pobýval devět měsíců a procestoval téměř celé Spojené státy americké.
Než se objevila barevná fotografie, černobílé snímky koloroval a na jeho kolorování je zjevný umělecký cit a trpělivost. Byl velmi společenský a stal se členem několika spolků, z nichž nejvěrnějším byl spolku ústeckých turistů. Když ve dnech 17. a 19. dubna 1945 bylo spojeneckými letouny bombardováno Ústí nad Labem, nezapřel v sobě dokumentátora a následky bombardování zachytil podobně jako dramatické události v listopadu 1918. Bombardování si vyžádalo asi 512 obětí a byl těžce poškozen střed města včetně městského kostela, který se nacházel nedaleko jeho bytu.
Jeho fotografie jsou součástí většiny místopisných historických publikací do roku 1945. Byl dlouholetým přítelem německého středoškolského učitele a badatele Franze Josefa Umlaufta, který je považován za nestora výzkumu sudetoněmeckého života a vlastivědy. Velká část jeho fotografií se zachovala spolu s kolekcí skleněných desek.
Po kapitulaci nacistického Německa a obsazení Ústí nad Labem došlo k zavedení české správy. Následovalo zestátnění majetku sudetských Němců a začalo období tzv. „divokých odsunů“. Po sérii výbuchů v krásnobřezenském skladu došlo 31. července 1945 v centru Ústí nad Labem v masakru německy mluvících obyvatel. Obětí bylo několik desítek. V létě roku 1945 opustil Jenatschke se svou hospodyní bombardováním poškozený byt v ústeckém centru a odešel dělat výpomocného duchovního do Mojžíře. Následně převzal duchovní správu v Českém Bukově. Jednalo se však obtížný život v poválečném Československu a tak v dopise na litoměřické biskupství z 11. května 1946 si stěžuje na potíže s vodou, nedostatek uhlí a stále zhoršující se dýchací potíže. Protože mu lékař doporučil opět pobyt v lázních Bad Reichenhall, požádal o opuštění Československa s tím, že chce odejít do Německa i se svými farníky.
K tomu došlo 15. června 1946. Ve svých poznámkách popisuje náročnou cestu ve vagónech, kdy byl v takovém stavu, že jej museli nosit. Se svou hospodyní se dostali do uprchlického tábora nedaleko bavorského Řezna. Od konce října 1946 pociťoval silnou únavu a mši svatou dokázal „předčítat“ jen s velkou námahou. Měl však v plánu, jakmile se jeho zdraví zlepší, navštívit během Svatého roku 1950 Řím. Bylo to však již marné, protože i cesta po schodech mu dělala velké obtíže. Většinou tedy seděl u okna a sledoval přírodu. Ve svých myšlenkách se zabýval návratem do vlasti. Následně byl pro zápal plic přemístěn do nemocnice v Řezně, kde v noci z 22. na 23. října 1947 zemřel. Jeho pohřeb se konal v Řezně 27. října 1947 za účasti velkého množství duchovních a krajanů z Ústí nad Labem. Jeho dlouholetá hospodyně mu obstarala na hrob dřevěná Boží muka. Nezapomněli na něj ani jeho američtí přátelé a na hrob mu poslali semena květin. V jeho modlitební knize byl nalezen založený lísteček se slovy: „Duše nebi, srdce Římu, tělo vlasti“.

## Výstavy
Od 2. června 2020 je v Muzeu města Ústí nad Labem uspořádána výstava Fotograf Rudolf Jenatschke. Výstava byla prodloužena do 28. listopadu 2021.

## Galerie

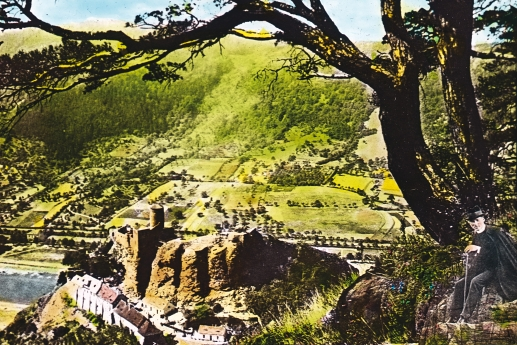
Hrad Střekov, kolorovaný diapozitiv. před 1919.
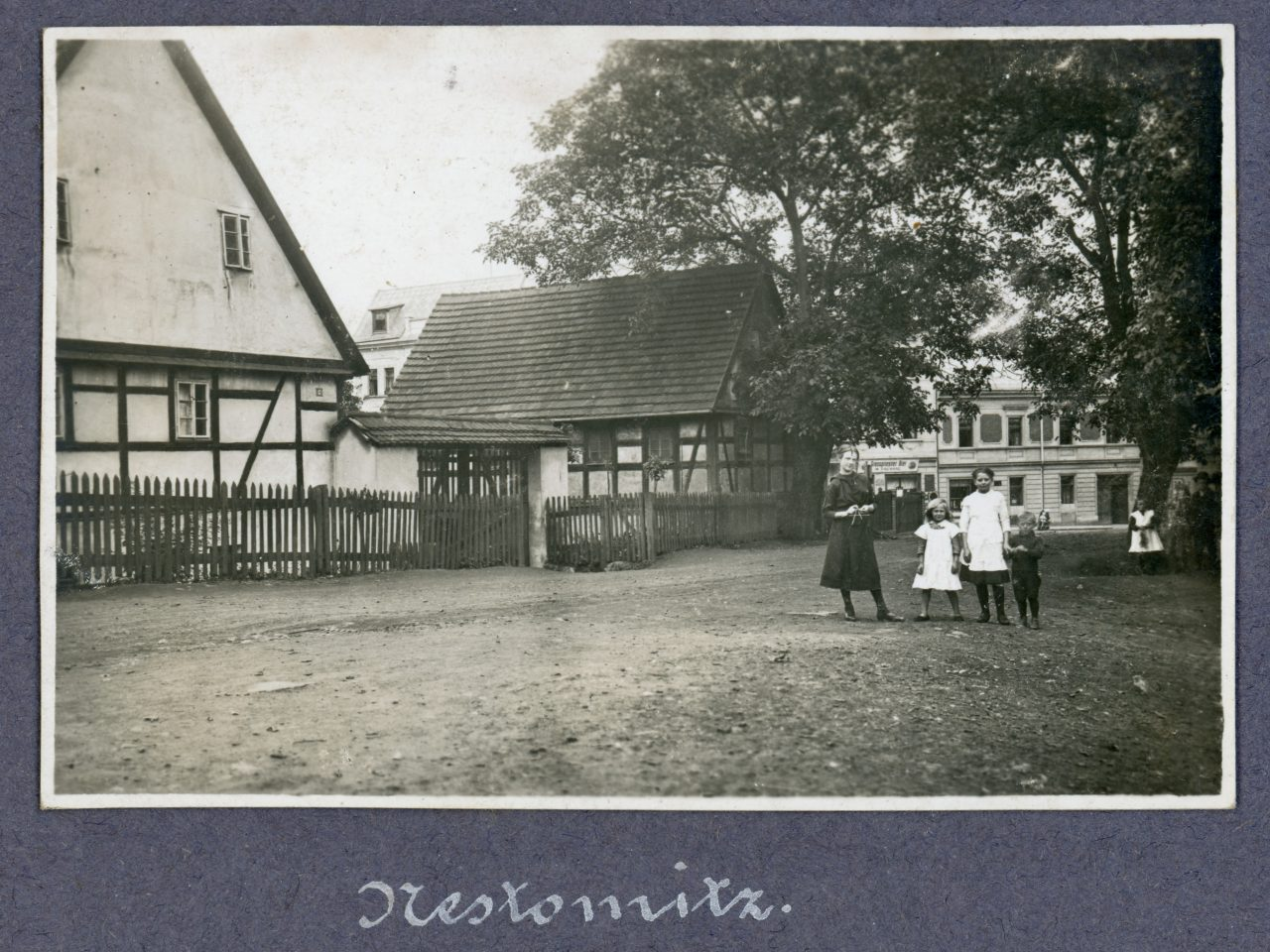
Neštěmice, před rokem 1919
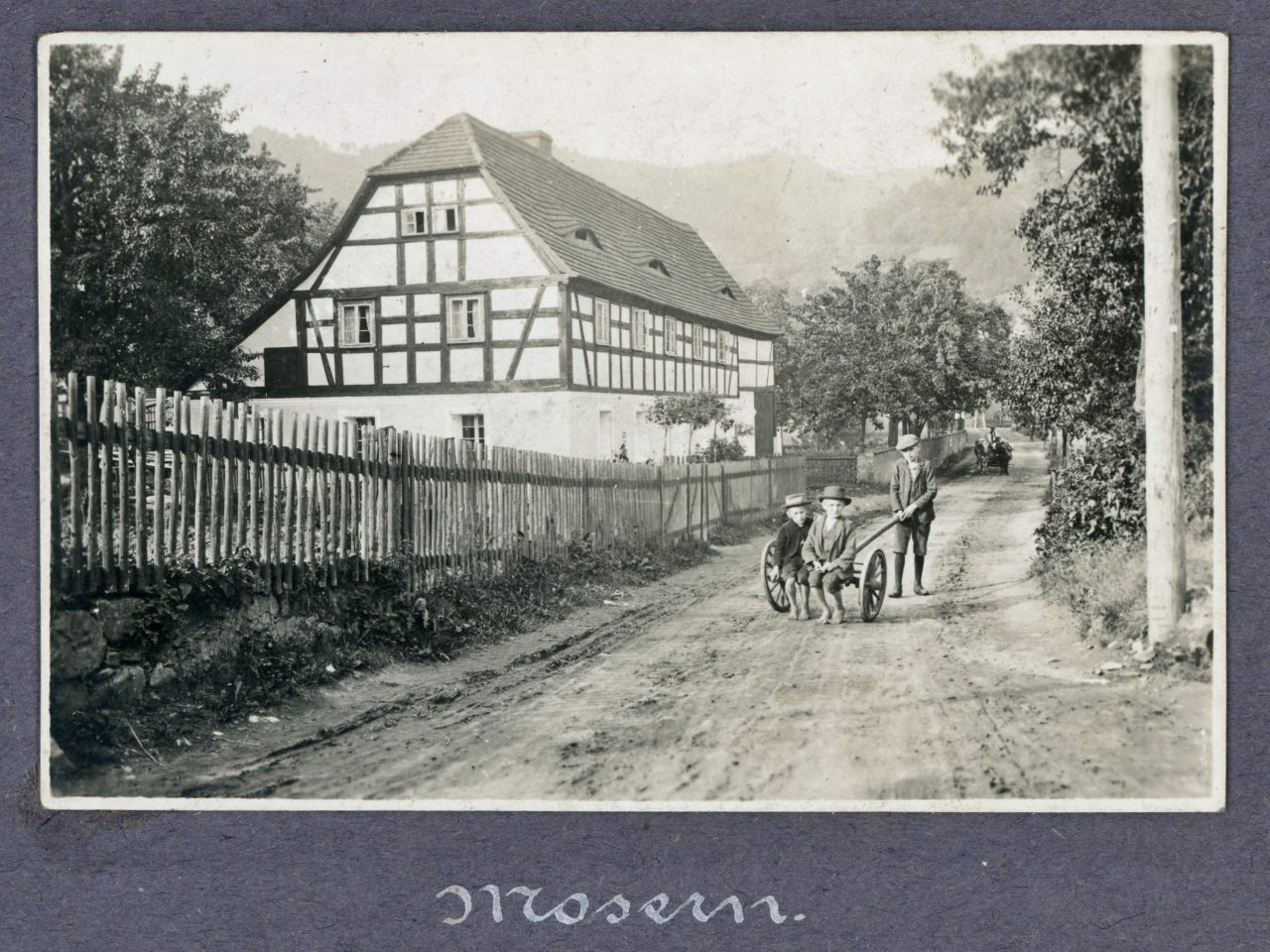
Mojžíř, před rokem 1919
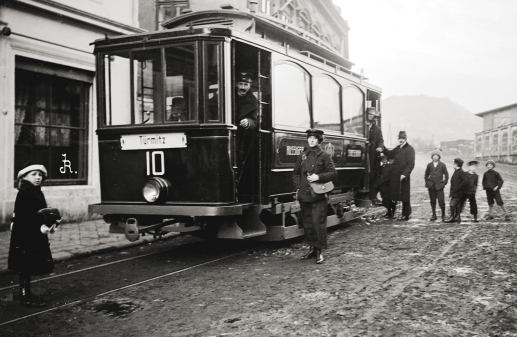
Ústí nad Labem, tramvaj do Trmic
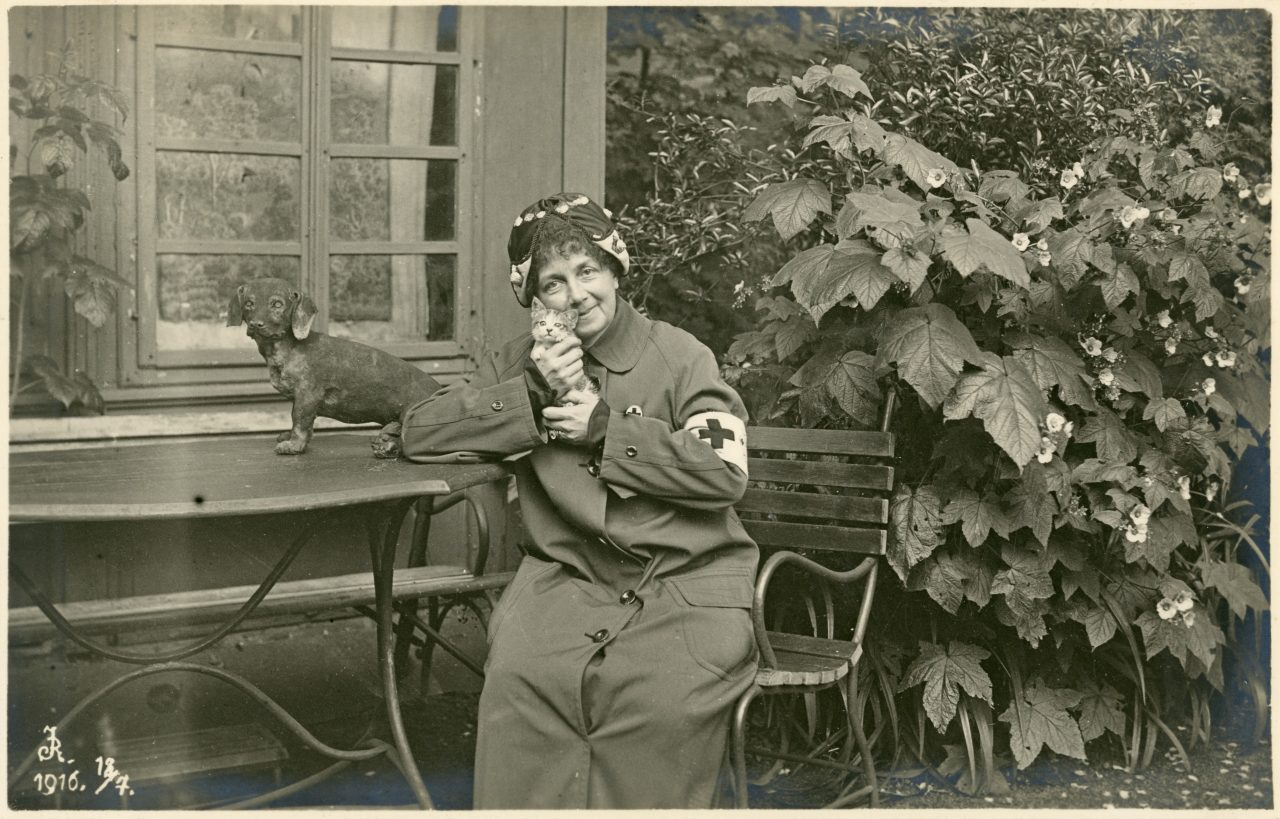
Ošetřovatelka Červeného kříže, 1916.